# کویبیشف، آغجه‌آباد
کویبیشف (به لاتین: Kuybışev یا آران Aran) یک منطقه مسکونی در جمهوری آذربایجان است که در شهرستان آغجه‌آباد واقع شده است.